# Iniciativa de las Naciones Unidas para la educación de las niñas
La Iniciativa para la Educación de las Niñas de las Naciones Unidas (UNGEI) es una iniciativa lanzada por las Naciones Unidas en 2000 en el Foro Mundial de Educación en Dakar en la Escuela Primaria Ndiareme B en Senegal, África. Tiene como objetivo la escolarización de las niñas y brindarles igualdad de acceso a todos los niveles de educación.

## Historia
En la reunión del Comité Asesor Global de UNGEI el 13 de junio de 2008 en Katmandú, Nepal, la declaración de visión de UNGEI fue: "Un mundo en el que todas las niñas estén empoderadas a través de una educación de calidad para desarrollar todo su potencial y contribuir a la transformación de las sociedades".
Algunos de los principios fundamentales de la iniciativa incluyen expandir la calidad de la educación en todo el mundo para todos, mejorar la igualdad de acceso a la educación.
Su directora es Nora Fyles.

## Miembros
Miembros y socios de Iniciativa de las Naciones Unidas para la educación de las niñas participan activamente en el Grupo de Trabajo de EPT coordinado por la UNESCO, la Iniciativa Vía Rápida de EPT liderada por el Banco Mundial y la Estrategia de Aceleración para la Educación de las Niñas desarrollada por UNICEF. Los socios son:
- agencias de la ONU como la OIT, UNESCO, UNFPA, UNICEF y el PMA.
- Banco Mundial
- agencias donantes como la Agencia Danesa de Desarrollo Internacional, la Agencia Noruega para la Cooperación al Desarrollo, el Departamento de Desarrollo Internacional del Reino Unido y USAID.
- Secretaría de la Commonwealth